# Сорокина, Анастасия Викторовна
Анастасия Викторовна Соро́кина (бел. Анастасі́я Ві́ктараўна Саро́кіна, род. 26 января 1980, Минск) — белорусская и австралийская шахматистка, белорусский шахматный функционер, международный мастер среди женщин (2001), международный арбитр (2002), тренер ФИДЕ (2005), международный организатор (2018).

## Биография
Выпускница БГУФКа.
Многократная чемпионка Белоруссии среди юниорок в разных возрастных группах (1992—1998 и 2000 гг.). Представляла Белоруссию на юниорских чемпионатах мира и Европы в разных возрастных группах.
Серебряный призёр чемпионата Белоруссии 1998 г.
В составе сборной Белоруссии участница двух шахматных олимпиад (1996 и 1998 гг.).
В 2003 г. переехала в Австралию. В составе сборной Австралии участвовала в шахматной олимпиаде 2004 г. Стала серебряным призёром чемпионата Океании 2005 г.
Работала тренером в Шахматной школе Квинсленда в Брисбене (Queensland School of Chess), затем переехала в Мельбурн, где сначала сотрудничала с организацией «Chess Kids», а затем основала свою школу «Chess Academy».
В качестве члена судейской коллегии работала на шахматных олимпиадах 2002 и 2012 гг., турнирах серии Гран-При ФИДЕ (2012—2013 гг.).
После возвращения в Белоруссию занимает руководящие должности в Белорусской шахматной федерации. С мая 2017 г. по июль 2021 г. была председателем организации.
В 2018 г. была избрана на пост вице-президента ФИДЕ. Также является членом коллегии арбитров и секретарем женской комиссии ФИДЕ.

## Семья
Племянница гроссмейстера В. Д. Купрейчика.
Замужем. Есть дочь.

## Основные спортивные результаты
| Год  | Город           | Соревнование                                   | + | − | = | Результат | Место  |
| ---- | --------------- | ---------------------------------------------- | - | - | - | --------- | ------ |
| 1992 | Римавска-Собота | Юниорский чемпионат Европы (до 12 лет)         |   |   |   |           | [ 10 ] |
|      | Дуйсбург        | Юниорский чемпионат мира (до 12 лет)           |   |   |   |           | [ 11 ] |
| 1993 | Братислава      | Юниорский чемпионат Европы (до 14 лет)         |   |   |   |           | [ 12 ] |
| 1994 | Сегед           | Юниорский чемпионат Европы (до 14 лет)         |   |   |   |           | [ 13 ] |
| 1995 | Жагань          | Юниорский чемпионат Европы (до 16 лет)         |   |   |   |           | [ 14 ] |
| 1996 | Менорка         | Юниорский чемпионат мира (до 16 лет)           |   |   |   |           | [ 12 ] |
|      | Ереван          | XVII Олимпиада (сборная Белоруссии, запасная)  | 2 | 3 | 1 | 2½ из 6   |        |
| 1998 |                 | Чемпионат Белоруссии                           |   |   |   |           | 2      |
|      | Элиста          | XVIII Олимпиада (сборная Белоруссии, запасная) | 3 | 1 | 5 | 5½ из 9   |        |
| 1999 | Ереван          | Юниорский чемпионат мира                       |   |   |   |           | [ 16 ] |
| 2000 | Ереван          | Юниорский чемпионат мира                       |   |   |   |           | [ 17 ] |
| 2004 | Кальвия         | XXI Олимпиада (сборная Австралии, ?-я доска)   | 5 | 3 | 3 | 6½ из 11  |        |
| 2005 | Окленд          | Чемпионат Океании (зональный турнир)           | 7 | 0 | 2 | 8 из 9    | 2      |

## Изменения рейтинга
| Графики недоступны из-за технических проблем. См. информацию на Фабрикаторе и на mediawiki.org. |